# Toyota 4A-GE
Der 4A-GE ist ein DOHC-Reihen-Vierzylinder-Ottomotor von Toyota mit 16-Ventil-Technik und einem Hubraum von 1,6 l (1587 cm³). Er kam ab 1983 vor allem in der Corolla-Reihe zum Einsatz, aber auch im MR2 AW11 und im Celica. Die Zylinder sind von 1 bis 4 durchnummeriert, vom Zahnriemen aus beginnend. Die Zündreihenfolge ist 1-3-4-2. Der Motor besteht aus einem Block aus Grauguss und einem Aluminium-Zylinderkopf. Es war der erste Motor, den Toyota mit einem Zahnriemen für den Nockenwellenantrieb ausrüstete.

## Entwicklung

### Von OHC zu DOHC
Der 4A-GE ist im Grunde die Weiterentwicklung der OHC-Motoren der 2A- und 3A-Serie von Toyota. Auf dem Amerikanischen Markt wurde auch eine 4A-Variante mit OHC angeboten, die 4AC heißt. Der 4A-GE hat die gleichen Bohrung/Hub-Maße (81 mm × 77 mm) und die gleichen Ventilgrößen (29,5 mm und 25,5 mm) wie ein Cosworth BD, bei einigen 4A-GE-Versionen sind auch große Ähnlichkeiten in Form und Abmessungen des Zylinderkopfes feststellbar.

### TVIS
Das TVIS (Toyota Variable Induction System) ist ein Schaltansaugrohr von Toyota, die bei den 4A-GE-Motoren angewendet wird. Dabei wird jeder Zylinder von zwei Ansaugrohren versorgt, jeweils eines der Ansaugrohre ist bei niedriger Drehzahl durch ein Schmetterlingsventil verschlossen. Bei einer Drehzahl von 4650 pro Minute öffnet sich das bis dahin geschlossene Ventil und dem Motor steht mehr Ansaugquerschnitt zur Verfügung. Gesteuert wird dieses System per Unterdruck. Die Klappen erhöhen durch Nutzung des Schwingrohreffekts das Drehmoment über den gesamten Drehzahlbereich. Das TVIS-System kann auch als Unterscheidung der verschiedenen Versionen des 4A-GE herangezogen werden.

### 16 Ventile
Den 4A-GE gibt es in mehreren Versionen. Von Mai 1983 bis 1991 wurden nur die 16-Ventiler-Versionen gebaut, danach wurden nur noch die 20-Ventiler 4A-GE bis ungefähr 1998 gebaut. Grundsätzlich werden diese anhand der Ansauggeometrie unterschieden. Motoren mit dem TVIS (Toyota Variable Induction System) haben zwischen 85 kW und 91 kW (116 und 124 PS) und haben einen gepressten Kolbenbolzen mit einem Durchmesser von 18 mm und einen Hubzapfendurchmesser von 40 mm.
Die 16-Ventil-Motoren wurden grundsätzlich in diesen Fahrzeugen eingebaut:
- AA63 Carina 1983.06–1985 (nur in Japan)
- AT160 Carina 1985–1988 (nur in Japan)
- AT171 Carina 1988–1992 (nur in Japan)
- AA63 Celica 1983–1985
- AT160 Celica 1985–1989
- AE82 Corolla saloon, FX 1984.10–1987
- AE86 Corolla Levin 1983.05–1987
- AE92 Corolla 1987–1993
- AT141 Corona 1983.10–1985 (nur in Japan)
- AT160 Corona 1985–1988 (nur in Japan)
- AW11 MR2 1984.06–1989
- AE82 Sprinter 1984.10–1987 (nur in Japan)
- AE86 Sprinter Trueno 1983.05–1987 (nur in Japan)
- AE92 Sprinter 1987–1992 (nur in Japan)
- AE86/AE92 Corolla GLi Twincam/Conquest RSi 1986–1993 (Südafrika)
- Chevrolet Nova (Basierend auf dem Corolla AE82)
- Geo Prizm GSi (Basierend auf dem Toyota AE92) 1990–1992

### 20 Ventile
Vierte-Generation „Silver Top“
Die Weiterentwicklung war die vierte Generation des 4A-GEs und wurde von 1991 bis 1995 gebaut.
Der Motor war erkennbar an dem silbernen Ventildeckel mit verchromtem Schriftzug. Daraus entstand der Spitznamen „Silver Top“.
Dieser Motor zeichnete sich durch einen komplett neu entwickelten Zylinderkopf mit fünf statt vier Ventilen pro Zylinder aus.
Außerdem hat er zusätzlich Toyotas variable Nockenwellenverstellung („Variable Valve Timing“ – VVT), die an der Einlassnockenwelle sitzt. Durch die verbesserten Steuerzeiten ermöglicht es ein erhöhtes Verdichtungsverhältnis von (10,5:1).

### Allgemeine Informationen

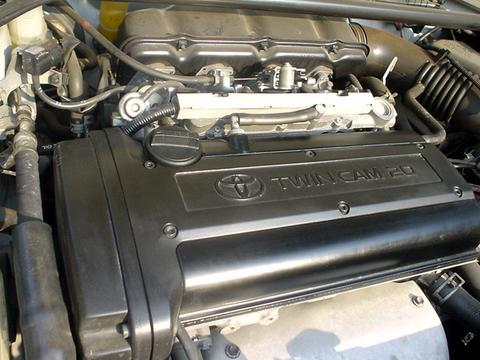
4A-GE 20 Blacktop

Die Weiterentwicklung des 4A-GE endete in den sogenannten Silver- und Blacktop-Varianten (erkennbar an einem silbernen bzw. schwarzen Ventildeckel mit entsprechender Aufschrift). Bei den 20-Ventil-Motoren wurden Bohrung und Hub des 4A-GE beibehalten, jedoch wurde der Zylinderkopf auf der Einlassseite und ein Ventil pro Zylinder erweitert, und auch die Verdichtung wurde stetig angehoben. Des Weiteren wurde auf die TVIS-Ansauggeometrie verzichtet, und Toyota verbaute Einzeldrosselklappen und verstellbare Nockenwellen (VVT). Die Silver-Top-Version hat eine Leistung von 118 kW (160 PS) bei 7200 min−1, wobei die Black-Top-Version aufgrund einer noch höheren Verdichtung von 11:1 eine Leistung von 121 kW (165 PS) bei 7800 min−1 hat. Der Silvertop fand sich in der japanischen Version des Corolla E10 (AE101); der Blacktop war der letzte 4A-GE in einem Corolla, dem E11 (AE111). Die Unterschiede der beiden Versionen sind nicht nur in der Verdichtung zu finden (10,5:1 zu 11:1); der Blacktop hat mehr Ventilhub bei der Einlassnockenwelle, leichtere Kolben, leichtere Pleuel und eine leichtere Kurbelwelle sowie Einzeldrosselklappen mit auf 45 mm vergrößertem Durchmesser (Silvertop 42 mm).

### Kompressor
Eine Sondervariante des 4A-GE ist der 4A-GZE mit Kompressoraufladung. Im Gegensatz zu den 20V- und 16V-Varianten hat der GZE eine verstärkte Kurbelwelle, andere Pleuel und geänderte Kolben um die Verdichtung zu verringern. Der Kompressor ist nicht permanent angetrieben, sondern kann vom Motorsteuergerät abhängig von verschiedenen Motorparametern über eine Viskokupplung zu- und abgeschaltet werden.

#### Rennsport
Der 4A-GE wurde auch erfolgreich im Motorsport eingesetzt. In der Formula Atlantic wurden 4A-GE-Motoren verwendet, die bei 1,6 Liter Hubraum ohne Aufladung zwischen 220 und 240 PS leisten. Darunter auch in der Gruppe A, indem modifizierte 20V Motoren mit Leistungen von 240 PS bei einer Maximaldrehzahl von 10500U/min eingesetzt wurden. Größten Anteil an der Entwicklung dieses Motors hatte der hauseigene Tuningbetrieb von Toyota TRD (Toyota Racing Development). Des Weiteren ist Keiichi Tsuchiya mit einem extrem modifizierten 7AFE von TEC-ART'S, auch 7AGE genannt (7AFE Block Mit 4AGE Zylinderkopf), noch  heute in seinem speziell aufgebauten AE86 im Rennsport sowie Fernsehauftritten aktiv.

#### Fahrzeuge
Der 4A-GE Motor von Toyota wurde sowohl in Wagen mit Frontantrieb, als auch solchen mit Hinterradantrieb eingesetzt. Die Modelle in Europa sind die Corolla-Generationen AE82GT, AE86, AE92 und der Mittelmotorsportwagen MR2 AW11. Außerdem war der Motor in der dritten und vierten Celica-Generation, im AA63 sowie AT160, zu finden. Außerhalb von Europa wurden auch alle weiteren Corolla-Generationen mit zumindest einer 4A-GE-Variante ausgeliefert.
In Europa wurden vor allem die Hatchback-Modelle der Corolla-Generationen verkauft, nur der AE86 schaffte es als Stufenheck-Coupe nach Deutschland und als Liftback-Coupe nach Österreich.
Die Hatchback-Modelle wie den AE82 GT oder den AE92 gab es nur mit Frontantrieb, während die Coupevarianten meistens mit Hinterradantrieb verkauft wurden. Nur in Japan gibt es die Coupevarianten in beiden Antriebsarten.
Vor allem der AE86 ist durch das Aufkommen der Drift-Szene sehr berühmt geworden. Für fast alle Corolla jedoch gilt, dass sie durch die relativ hohe Drehzahlen und ihr, im Vergleich zu heutigen Autos geringes Eigengewicht, viel Fahrfreude bereiten. In ihrer Auslegung sind die 4A-GE-Motoren mit den VTEC-Motoren der Honda Civic und CRX-Serie vergleichbar.